# 치킨 게임
치킨 게임, 매-비둘기 게임 또는 눈덩이 게임(영어: chicken, game of chicken, hawk-dove game 또는 snowdrift game)은 게임 이론에서, 어떤 사안에 대해 대립하는 두 집단이 있을 때 한쪽이 그 사안을 포기하면 상대방에 비해 손해를 보게 되지만, 양쪽 모두 양보하지 않을 경우 극한으로 치닫는 최악의 상황을 의미한다. 일종의 겁쟁이 게임으로서, 누구든지 먼저 포기하면 겁쟁이(chicken)가 되지만, 양쪽 모두 끝까지 포기하지 않으면 모두에게 피해를 입히는 가장 나쁜 상황이 초래되는 게임이다.
이 용어는 가상적인 사고 게임에서 비롯되었는데, 두 사람이 각각 자동차를 타고 서로에게 돌진한다. 이때 누군가가 핸들을 돌려 피하지 않으면 양쪽 모두 죽게 되지만, 누군가가 피한다면 먼저 피하는 사람이 겁쟁이(chicken)가 되어 결국 게임에서 지게 된다. 이 용어는 냉전 시절 (1950년대 ~ 1980년대) 미국과 소비에트 연방 간의 군비 경쟁을 빗대는 데에 사용되기도 했다.
또한 대한민국 국민들이 익히 잘 아는 ‘빼빼로 게임’도 이에 속한다고 할 수 있다.

## 비즈니스의 사례
대표적인 치킨 게임의 예시로 메모리 반도체 분야에서의 삼성전자와 일본 업체들의 경쟁을 들 수 있다. 마진을 극단적으로 줄이며 손해를 보면서까지 점유율을 높이며 경쟁 업체들을 압박한 결과 일본의 메모리 반도체 업체들은 파산하거나 사업을 접어야 했고, 그 결과 메모리 반도체 시장은 삼성전자가 독식하는 결과를 낳았다.

## 매 - 비둘기 게임

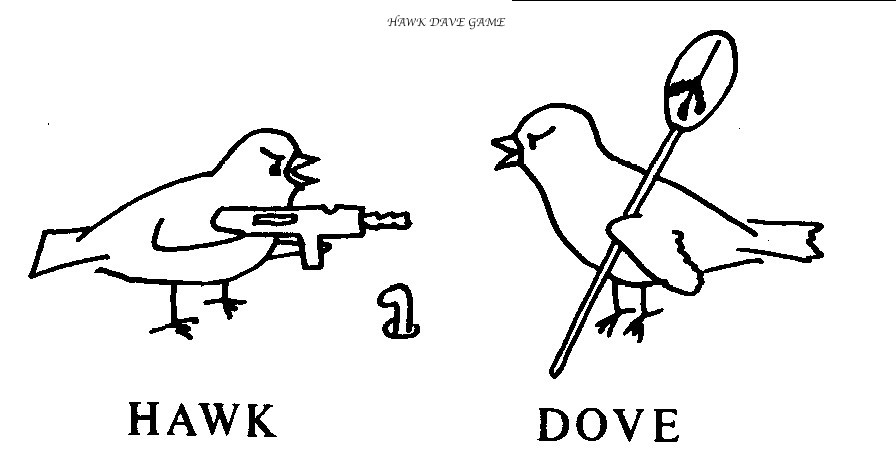

매는 이익을 위해 손해를 감수하는 공격성 선택이며 비둘기는 이익(가치) 보다는 손해(비용)를 회피하는 방어적 선택이다.
| A기준     | B(비둘기)                            | B(매)                                                                          |
| A(비둘기) | {\displaystyle {{1} \over {2}}} 이익 | 0 이익                                                                         |
| A(매)     | 1 이익                               | {\displaystyle {{1} \over {2}}} 이익 또는 {\displaystyle {{1} \over {2}}} 손해 |

A가 매 전략을 선택하는 빈도가 높을수록 그리고 그때마다 결과가 이익일 확률이 높을수록 상대방(B)도 매의 전략을 선택한 경우 B는 전적인 손해를 입게 된다. 손해가 1에 가까워진다. 이처럼 매-비둘기 게임은 개체가 선택하는 전략에 의해 그 개체의 성공률이 전적으로 결정되는 것이 아니라 상대방 개체가 어떠한 전략을 선택하느냐에 따라 서로의 성공률이 결정된다는 게임이론에 바탕을 두고 있다.

## 같이 보기
- 게임 이론
- 죄수의 딜레마
- 벼랑끝 전술
- 상호확증파괴(MAD)
- 러시안 룰렛
- 진화게임이론
- PC방 실험 사건